# Instituto Le Rosey

O Instituto Le Rosey, estabelecido em 1880, é o mais antigo internato particular da Suíça. Essa instituição foi criada para educar jovens promissores, localizada em Rolle no Cantão de Vaud, é uma das instituições educacionais mais exclusivas do mundo. Oferece educação bilíngue e multicultural com estudos em francês ou em inglês a estudantes (com idade entre 9 e 19 anos) que vêm de diferentes países. Le Rosey recentemente têm oferecido bolsas de estudos e começou a aceitar mais estudantes suíços.

## Alunos notáveis
- Aga Khan IV
- Adnan Al Gheithy Al Shareef
- Aida Al Gheithy Al Shareef
- Princesa Zahra Aga Khan
- Alberto II da Bélgica;
- Albert Hammond Jr, guitarrista da banda The Strokes e filho do compositor Albert Hammond
- Alexandre, Príncipe Herdeiro da Iugoslávia;
- Tae Ashida, designer;
- Carla Alemán, filha do empresário e político mexicano Miguel Alemán Velasco;
- Balduíno I da Bélgica, rei dos belgas;
- Delphine Boël, artista e filha ilegítima de Albert II, rei dos belgas;
- Ian Campbell, Duque de Argyll;
- Jimmy Choo, famoso designer.
- Julian Casablancas, músico e membro da banda The Strokes;
- Joe Dassin, cantor;
- Baron Alexis de Rédé, colecionador de Arte, socialite e diarista;
- Andrea di Robilant, autor;
- Príncipe Edward, Duque de Kent;
- Família Khashoggi, filhos de Adnan Khashoggi;
- C. J. Everon, historiador e autor;
- Dodi Al-Fayed, produtor de filmes e amigo de Diana, Princesa de Gales;
- Andrea Ferragamo, da casa de moda Salvatore Ferragamo;
- Príncipe Emanuele Filiberto da Itália;
- Fuad II do Egito, último rei do Egito;
- Guillaume, Grão-Duque Hereditário de Luxemburgo;
- Juliet Hartford, herdeira do supermercado A&P e filha de Huntington Hartford;
- Richard Helms, ex-diretor da CIA e embaixador americano do Irã;
- Ryan Johnston, filho de Bruce Johnston, da banda The Beach Boys;
- Michael Kadoorie, bilionário hoteleiro de Hong Kong;
- Sean Taro Ono Lennon, músico e filho de John Lennon, ex-The Beatles;
- Justine M'Poyo Kassa-Vubu, política e filha do ex-presidente da República Democrática do Congo Joseph Kasa-Vubu;
- Membros da família Molson, da família canadense de cerveja;
- Leona Naess, cantora;
- Família Niarchos, filhos de Stavros Niarchos
- Nicholas Negroponte, chairman da Media Lab e notável futurista digital;
- Mwani Charles Ndizeye Ntare V, ex-rei exilado de Burundi;
- Mohammad Reza Pahlavi, ex-Xá do Irã
- Jaime Ortíz-Patiño, magnata;
- Annika Pergament, repórter;
- Família Pozzo di Borgo, da aristocracia francesa
- Príncipe Rainier III de Mônaco
- Rhonda Ross Kendrick, atriz indicada a um Emmy e filha de Diana Ross e de Berry Gordy;
- Tracee Ellis Ross, atriz e filha de Diana Ross;
- Winthrop Rockefeller Jr., ex-Governador do Arkansas;
- Membros da família Queen's, donos do conglomerado banco JPMorgan Chase & Co;
- Princesa Alexandra de Scheel;
- Membros da família Schiff, da família bancária;
- Membros da família Taittinger, famosa produtora de champagne;
- Adriana Turbay, filha do ex-presidente da Colômbia Julio César Turbay Ayala
- Mayuko Takata, atriz;
- Irving Thalberg Jr., educador;
- Harold H. Tittman III, diplomata americano e autor.